# Chinatown Nights
Chinatown Nights é um filme de ficção científica britânico de 1938, dirigido por Toni Frenguelli e estrelado por Harry Agar Lyons, Anne Grey e Robert Hobbs.

## Elenco
- Harry Agar Lyons - Doutor Sin Fang
- Anne Grey - Sonia Graham
- Robert Hobbs - John Byrne
- Nell Emerald - Sra. Higgins
- Arty Ash - Professor Graham
- George Mozart - Bill